# Епархия Синды
Епархия Синды (лат. Dioecesis Sindensis) — в прошлом епархия Константинопольского патриархата, в настоящее время — титулярная епархия Римско-Католической церкви.

## История
Античный город Синда, идентифицируемый сегодня с археологическими раскопками «Alanköy» в современной Турции и находившийся в римской провинции Ликия и Памфилия Диоцеза Азия, в первые века христианства был центром одноимённой епархии, которая входила в Пергейскую митрополию Константинопольского патриархата.
В сочинении французского историка Лекена (Lequien) «Oriens christianus» город Синда не упоминается как место кафедры епархии и употребляется термин «ecclesia Sandidorum» (церковь Синды). Город Синда входила в юрисдикцию епископов Андидора («episcopi Andidorum»).
Епархия Синды прекратила своё существование в IX веке. Имена епископов епархии Синды не известны.
С 1928 года епархия Синды является титулярной епархией Римско-Католической церкви.

## Титулярные епископы
- епископ António Maria Teixeira (13.06.1928 — 25.05.1929) — назначен епископом Сан-Томе в Мелапоре;
- епископ Франциск Ксаверий Ван Цзэпу (16.12.1929 — 11.04.1946) — назначен епископом Вансяня;
- епископ Joseph Maximilian Mueller (20.08.1947 — 20.09.1948) — назначен епископом Су-Сити;
- епископ Thomas Bernard Pearson (14.05.1949 — 17.11.1987).

## Источник
- Annuario Pontificio, Libreria Editrice Vaticana, Città del Vaticano, 2003, ISBN 88-209-7422-3